# (74400) Streaky
(74400) Streaky est un astéroïde de la ceinture principale.

## Description
(74400) Streaky est un astéroïde de la ceinture principale. Il fut découvert le 11 décembre 1998 à Mérida par Orlando A. Naranjo Villarroel. Il présente une orbite caractérisée par un demi-grand axe de 3,12 UA, une excentricité de 0,07 et une inclinaison de 10,1° par rapport à l'écliptique.

## Compléments